# Botoșani

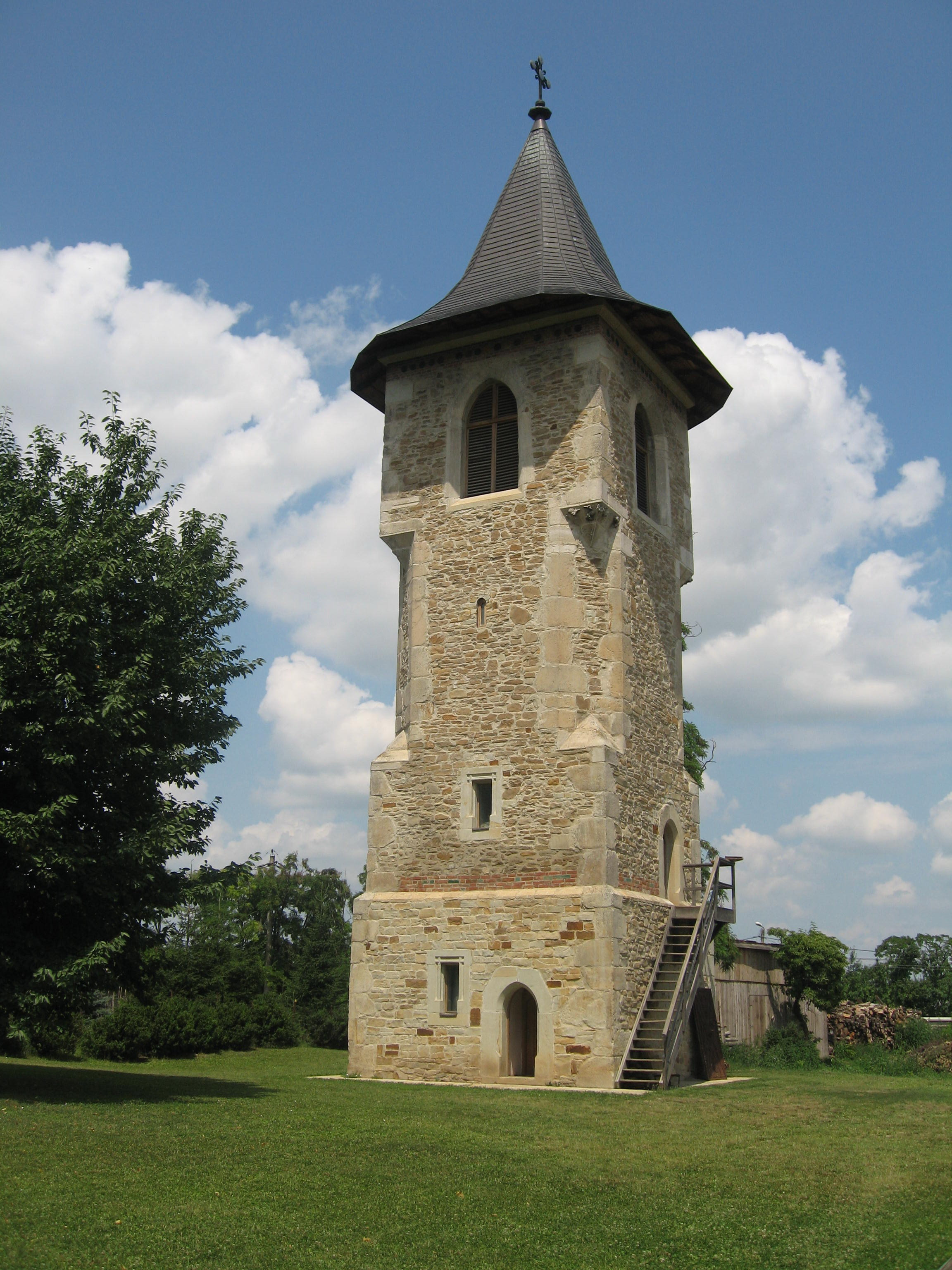
Campanar del monestir de Popăuţi, edificat al per ordre d'Esteve el Gran

Botoşani (pronunciat, en romanès, [botoˈʃanʲ]) és una ciutat del nord de la regió de Moldàvia, a Romania, capital del judeţ (o província) del mateix nom. Té una població de 106.847 habitants (2011). És un nucli industrial –indústria tèxtil, de la confecció, alimentària i metal·lúrgica– i agrícola.
Està situada a la cruïlla de diverses rutes comercials i, inicialment, la ciutat va actuar com a vila mercantil. Al segle xvi ja era coneguda perquè hi tenia lloc «la fira més gran i més antiga de Moldàvia». Hi van residir grans comunitats de mercaders jueus i armenis a partir del segle xvii.
Botoşani és el lloc de naixement del famós historiador Nicolae Iorga (1871-1940), i a la vila veïna d'Ipoteşti hi va néixer l'important poeta romanès Mihai Eminescu (1850-1889).

## Orígens del nom
El nom de la ciutat probablement prové del nom d'una família de boiars, els Botaş, que van habitar la ciutat a partir del segle xi. El nom d'aquesta família apareix en registres que daten dels temps del príncep Ştefan cel Mare (Esteve el Gran) com una de les més importants de Moldàvia. Segons una altra hipòtesi, el nom provindria del cap mongol Batus o Batu Khan, net de Genguis Kan, que hauria ocupat aquesta regió durant el segle xiii.

## Ciutats agermanades
La ciutat de Botoşani està agermanada amb les localitats de:
- Brest, Belarús
- Laval, Québec (Canadà)